# Michaela Blyde
Pas d'image ? Cliquez ici

a Compétitions nationales et continentales officielles uniquement.

b Matchs officiels uniquement.
Dernière mise à jour le 15 avril 2024.
Michaela Blyde, née le 29 décembre 1995 à New Plymouth (Nouvelle-Zélande), est une joueuse internationale néo-zélandaise de rugby à sept et de rugby à XV.
Avec l'équipe de Nouvelle-Zélande de rugby à sept, elle remporte la Coupe du monde 2018 ainsi que les Jeux olympiques d'été de 2020. Elle remporte également en 2017 les World Rugby Women's Sevens Series, compétition annuelle de tournois internationaux.
Elle est désignée meilleure joueuse de l'année de rugby à sept, Player of the Year, en 2017 et 2018.

## Biographie

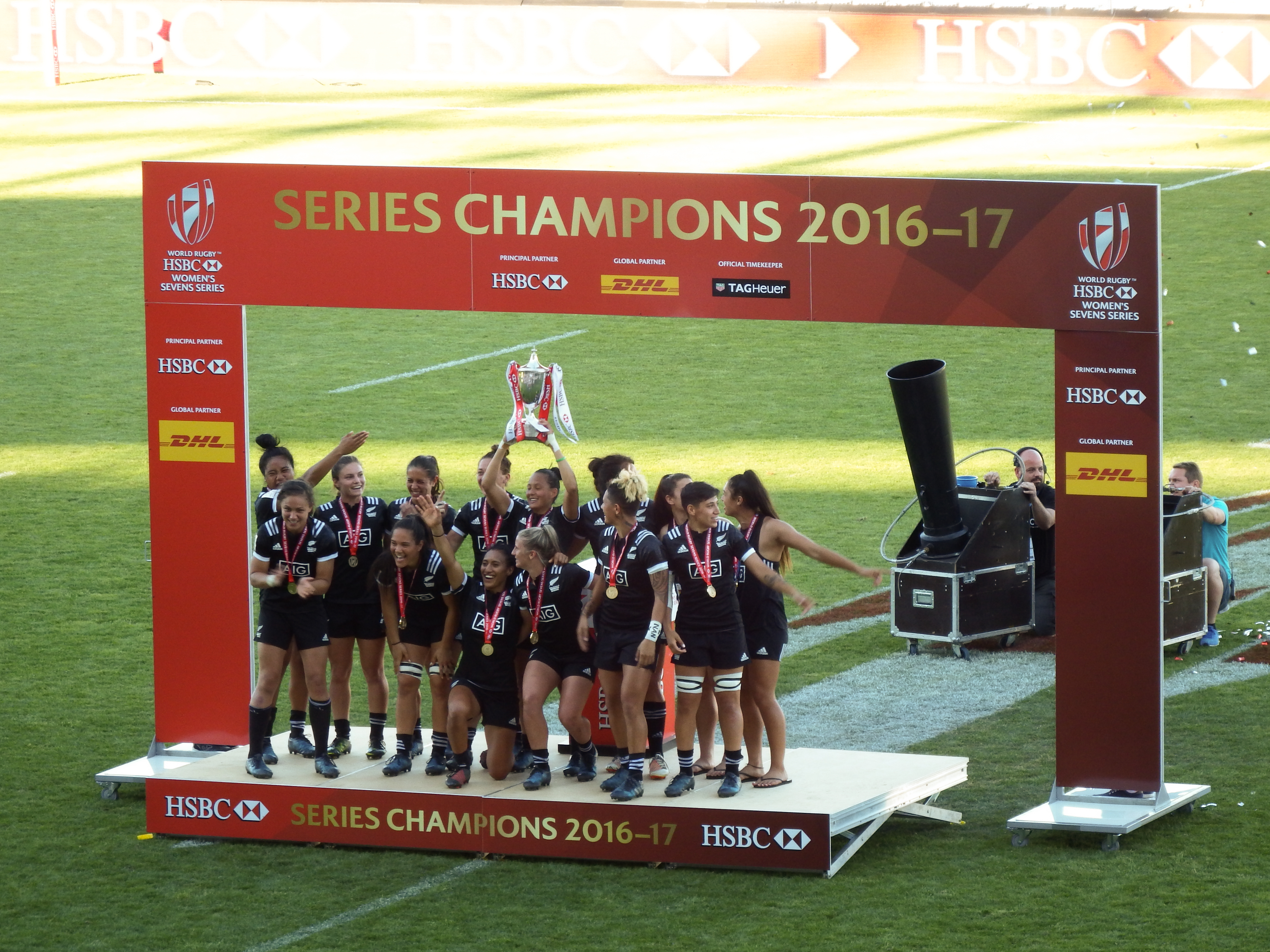
Victoire lors des World Rugby Women's Sevens Series.

Michaela Blyde remporte son premier trophée avec l'équipe de Nouvelle-Zélande de rugby à sept lors de l'édition 2017 des World Rugby Women's Sevens Series où les Blacks Ferns devancent l'Australie. Avec 40 essais, elle termine en tête de ce classement. En novembre, elle est désignée meilleure joueuse du monde de rugby à sept de la saison, sa coéquipière Portia Woodman remportant le titre pour le rugby à XV.
En avril 2018, Les Blacks Ferns disputent le tournoi des Jeux du Commonwealth, jeux se déroulant à Gold Coast en Australie. En finale, elles affrontent l'équipe d'Australie. Les Blacks Ferns s'imposent lors de la prolongation sur le score de 17 à 12. Après un premier essai de Woodman, Michaela Blyde inscrivant le deuxième essai de son équipe. Cherry et Green inscrivent deux essais permettant aux Australiennes d'égaliser avant un dernier essai de la Néo-Zélandaise Kelly Brazier. Deuxième avec la Nouvelle-Zélande des World Series où avec 37 réalisations, elle est devancée par les 43 de Portia Woodman. Les deux joueuses sont présentes dans l'équipe type de la compétition, avec les Australiennes Evania Pelite et Emma Tonegato, la Russe Baizat Khamidova, l'Espagnole Patricia García et la Française Montserrat Amédée. Blyde est également désignée Impact player. Elle remporte avec les Blacks Ferns la Coupe du monde en battant en finale l'équipe de France sur le score de 27 à 0, rencontre où elle inscrit trois essais. Ses neuf essais constituent le meilleur total de la compétition. Pour la deuxième année consécutive, elle se voit désigner meilleure joueuse de l'année de rugby à sept par World Rugby,.